# فؤاد بوعلي (لاعب كرة قدم)
فؤاد بوعلي هو لاعب كرة قدم جزائري في مركز الوسط، ولد في فبراير 1960 في تلمسان في الجزائر. لعب مع وداد تلمسان.